# Nördlicher Rotenmannkopf
Le Nördlicher Rotenmannkopf est une montagne qui s’élève à 3 127 m d’altitude dans les Hohe Tauern, en Autriche.